# フィーバス・レヴィーン

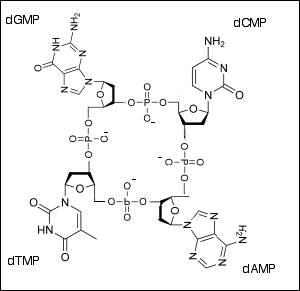
提案されたテトラヌクレオチドの構造式は、後に正しくないことが示された。これは1910年ごろにフィーバス・レヴィーンにより提案された。

フィーバス・アーロン・セオドア・レヴィーン（Phoebus Aaron Theodore Levene、1869年2月25日 - 1940年9月6日）は、アメリカの生化学者。核酸の構造と機能を研究した。核酸のさまざまな形、RNAからのDNAを特徴づけ、DNAがアデニン、グアニン、チミン、シトシン、デオキシリボースおよびリン酸基を含むことを発見した。

## 生涯
リトアニア（当時はロシア帝国の一部）のŽagarėの町でFishel Rostropovich Levinとしてリトバック（ユダヤ系リトアニア人）の家に生まれ、サンクトペテルブルクで育った。その地の帝国軍事医学アカデミーで医学を学び(M.D., 1891)、生化学に興味を持った。1893年、反ユダヤ主義のポグロムがあったため家族とともに米国に移住し、ニューヨーク市で開業した。
コロンビア大学に在籍し、空き時間に生化学の研究を行い、糖の化学構造に関する論文を発表した。1896年にニューヨーク州立病院の病理学研究所のアソシエイトに任命されたが、結核から回復するために休暇を取る必要があった。この期間中にタンパク質の専門家であるアルブレヒト・コッセルやエミール・フィッシャーを含む数人の化学者と共同研究を行った。
1905年、ロックフェラー医学研究所の生化学研究所の所長に任命された。残りのキャリアをこの研究所で過ごし、そこでDNAの構成要素を特定した。1909年、レヴィーンとWalter Jacobsはd-リボースが天然物であり、核酸の必須成分であると認識した。また、彼らはエミール・フィッシャーとOscar Pilotyが1891年に報告した非天然糖がd-リボースの鏡像異性体であることを認識した。レヴィーンはさらに1929年にデオキシリボースを発見した。レヴィーンはDNAの構成要素を特定しただけでなく、構成要素がリン酸-糖-塩基の順番で結合されて1つのユニットを形成していることも示した。彼はこれらの各ユニットをヌクレオチドと呼び、DNA分子は分子の「バックボーン」であるリン酸基を介してともにつながった一つなぎのヌクレオチドユニットのからなると述べた。DNAの構造に関する彼の考えは間違っていた。彼は1分子あたり4つのヌクレオチドがあると考えた。化学的に単純すぎるため、これは遺伝情報を持たないと発表さえしていた。しかし、彼の研究はDNAの構造を決定した後の研究の重要な基礎となった。生化学構造に関する700を超える原著論文とアーティクルを発表した。DNAの真の重要性が明らかになる前の1940年に死去した。
1910年に定式化した「テトラヌクレオチド仮説」で知られる。これはDNAが等量のアデニン、グアニン、シトシン、およびチミンで構成されると最初に提案したものである。後に行われるエルヴィン・シャルガフの研究より前はDNAは遺伝情報を運ぶことができない方法で繰り返す「テトラヌクレオチド」に組織化されていると広く考えられていた。代わりに染色体のタンパク質成分が遺伝の基礎であると考えられており、1940年代以前の遺伝子の物理的特性に関する研究のほとんどは、タンパク質、特に酵素とウイルスに焦点が当てられていた。
1938年ウィリアム・H・ニコルズ賞受賞。